# Dresden
Dresden (nemško: [ˈdʁeːsdn̩] (); zgornjesaško Dräsdn; gornjelužiškosrbsko Drježdźany, izgovorjava [ˈdʁʲɛʒdʒanɨ] zastarelo slovensko Draždani) je glavno mesto nemške zvezne države Saška in s 555.000 prebivalci (2021) njeno drugo najbolj naseljeno mesto za Leipzigom ter obenem 12. najbolj naseljeno mesto v Nemčiji, četrto največje po površini (za Berlinom, Hamburgom in Kölnom) in tretje najbolj naseljeno mesto na območju nekdanje Vzhodne Nemčije, za Berlinom in Leipzigom. Urbano območje Dresdna obsega okoliška mesta Freital, Pirna, Radebeul, Meissen, Coswig, Radeberg in Heidenau ter ima 790.000 prebivalcev, metropolitansko območje pa milijon in pol.
Dresden je drugo največje mesto ob reki Labi za Hamburgom. Večina mestnega prebivalstva živi v dolini Labe, vendar veliko, čeprav zelo redko poseljeno območje mesta vzhodno od Labe leži na zahodnem Lužiškem gričevju (najzahodnejši del Sudetov) in s tem v Lužicah. Številna okrožja zahodno od Labe ležijo v predgorju Saškega višavja, pa tudi v dolinah rek, ki tam izvirajo in tečejo skozi Dresden, od katerih sta najdaljši Weißeritz in Lockwitzbach. Ime mesta, pa tudi imena večine njegovih okrajev in rek so lužiškega izvora.
Dresden ima dolgo zgodovino kot prestolnica in kraljeva rezidenca saških volilnih knezov in kraljev, ki so stoletja opremljali mesto s kulturnim in umetniškim sijajem, nekoč pa je bil s personalno unijo družinski sedež poljskih monarhov. Mesto je bilo zaradi baročnega in rokokojskega središča mesta znano kot skrinja draguljev. Kontroverzno ameriško in britansko bombardiranje Dresdna proti koncu druge svetovne vojne je ubilo približno 25.000 ljudi, večinoma civilistov, in uničilo celotno mestno jedro. Po vojni so obnovitvena dela pomagala obnoviti dele zgodovinskega mestnega jedra.
Od združitve Nemčije leta 1990 je Dresden ponovno postal kulturno, izobraževalno in politično središče Nemčije. Univerza za tehnologijo v Dresdnu je ena izmed 10 največjih univerz v Nemčiji in del nemške pobude za odličnost univerz. Gospodarstvo Dresdna in njegove aglomeracije je eno najbolj dinamičnih v Nemčiji in je na prvem mestu na Saškem. V njej prevladujejo visokotehnološke veje, ki se pogosto imenujejo silicijeva Saška. Po podatkih Hamburškega inštituta za mednarodno ekonomijo (HWWI) in banke Berenberg leta 2019 je imel Dresden med vsemi mesti v Nemčiji sedme najboljše možnosti za prihodnost.
Dresden je eno najbolj obiskanih mest v Nemčiji s 4,7 milijona nočitvami na leto. Njena najvidnejša stavba je Frauenkirche, ki stoji na Neumarktu. Cerkev, zgrajena v 18. stoletju, je bila med drugo svetovno vojno uničena. Preostale ruševine so pustili 50 let kot vojni spomenik, preden so jih obnovili med letoma 1994 in 2005. Druge znane znamenitosti so Zwinger, Semperoper in Dresdenski grad. Poleg tega je mesto dom priznanih dresdenskih državnih umetniških zbirk, ki izvirajo iz zbirk saških volilnih knezov v 16. stoletju. Dresdenski Striezelmarkt je eden največjih božičnih sejmov v Nemčiji in velja za prvi pravi božični sejem na svetu. Bližnje znamenitosti so narodni park Saška Švica, Rudne gore ali Erzgebirge in podeželje okoli doline Labe ter grad Moritzburg.
Leta 2004 je bil Dresden skupaj z okoliško kulturno krajino ob Labi vpisan na Unescov seznam svetovne kulturne dediščine, a je status leta 2009 izgubil zaradi načrtovanega sodobnega mostu čez Labo v središču mesta, ki je po mnenju Unescovega odbora uničil njegov zgodovinski značaj.

## Zgodovina
Čeprav je Dresden sorazmerno novo mesto, ki je zraslo iz slovanske vasi, potem ko so Nemci zavladali tem območju, so območje v neolitiku naselila plemena kulture linearne trakaste keramike ok. 7500 pr. n. št. Ustanovitev in zgodnja rast Dresdna sta povezana s širjenjem germanskih ljudstev proti vzhodu, rudarjenjem v bližnjih Rudnih gorah in ustanovitvijo mejne grofije Meissen. Njegovo ime izhaja iz lužiškosrbščine Drježdźany (sedanja zgornjelužiškosrbska oblika), kar pomeni 'ljudje v gozdu', iz praslovanskega *dręzga ('gozdovi, razvaline'). Dresden se je kasneje razvil v glavno mesto Saške.

### Zgodnja zgodovina
Približno v poznem 12. stoletju se je na južnem bregu razvilo lužiško srbsko naselje, imenovano Drežďany (kar pomeni »gozd« ali »nižinski gozdni prebivalec«). Na severnem bregu je obstajala še ena naselbina, vendar njeno slovansko ime ni znano. Do leta 1350 je bil znan kot Antiqua Dresdin, kasneje pa kot Altendresden, oboje dobesedno 'stari Dresden'. Teodorik I., mejni grof Meissenski, je leta 1206 izbral Dresden za svojo začasno rezidenco, kot je dokumentirano v zapisu, ki kraj imenuje Civitas Dresdene.
Po letu 1270 je Dresden postal glavno mesto mejne grofije. Po smrti mejnega grofa Henrika III. leta 1288 ga je dobil Friderik Clem. Leta 1316 ga je prevzela Brandenburška mejna grofija, po smrti Valdemarja Velikega leta 1319 pa ga je vrnila rodbini Wettin. Od leta 1485 je bil sedež saških vojvod, od 1547 pa tudi volilnih knezov.

### Zgodnji novi vek
Volilni knez in vladar Saške Friderik Avgust I. je leta 1697 postal poljski kralj Avgust II. Močni. V Dresdnu je zbral številne najboljše glasbenike, arhitekte in slikarje iz vse Evrope. Njegova vladavina je zaznamovala začetek nastanka Dresdna kot vodilnega evropskega mesta za tehnologijo in umetnost. Med vladavino kraljev Avgusta II. Močnega in Avgusta III. Poljskega je bila zgrajena večina mestnih baročnih znamenitosti. Sem spadajo kraljeva palača Zwinger, japonska palača, palača Taschenberg , grad Pillnitz in dve znameniti cerkvi: katoliška Hofkirche in luteranska Frauenkirche. Poleg tega so bile ustanovljene pomembne umetniške zbirke in muzeji. Pomembni primeri so dresdenska zbirka porcelana, zbirka grafik, risb in fotografij, Grünes Gewölbe in Matematično-fizikalni salon. S krepitvijo vezi s Poljsko so bile pod Avgustom II. Močnim vzpostavljene poštne poti v Poznań, Toruń in Varšavo.
Leta 1726 je prišlo do dvodnevnih nemirov, potem ko je protestantskega duhovnika ubil vojak, ki se je pred kratkim spreobrnil iz katoličanstva. Leta 1745 je Dresdenska pogodba med Prusijo, Saško in Avstrijo končala drugo šlezijsko vojno. Le nekaj let kasneje je Dresden utrpel veliko uničenje v sedemletni vojni (1756–1763), potem ko so ga zavzele pruske sile, nato ponovno zavzele in neuspešnem pruskem obleganju leta 1760. Friedrich Schiller je dokončal svojo Odo radosti (literarna osnova evropske himne) v Dresdnu leta 1785. Leta 1793 je Tadeusz Kościuszko kot odgovor na drugo delitev Poljske v mestu začel priprave na poljsko vstajo.

### 19. in začetek 20. stoletja
Leta 1806 je Dresden postal glavno mesto Kraljevine Saške, ki jo je ustanovil Napoleon. Med napoleonskimi vojnami ga je francoski cesar naredil za oporišče in tam zmagal v bitki pri Dresdnu 27. avgusta 1813. Na podlagi Dunajskega kongresa je Kraljevina Saška leta 1815 postala del Nemške zveze. Po poljskih uporih leta 1831, 1848 in 1863 so številni Poljaki zbežali v Dresden, vključno z umetniško in politično elito, kot sta skladatelj Frédéric Chopin, junak Józef Bem in pisatelj Adam Mickiewicz. Mickiewicz je tam napisal eno svojih največjih del, Dziady, III. del (Praznik mrtvih). Sam Dresden je bil središče nemških revolucij leta 1848 z majsko vstajo, ki je terjala človeška življenja in poškodovala zgodovinsko mesto Dresden. Vstaja je prisilila Friderika Avgusta II. Saškega, da je pobegnil iz Dresdna, vendar je kmalu zatem s pomočjo Prusije ponovno prevzel nadzor nad mestom. Leta 1852 je prebivalstvo Dresdna naraslo na 100.000 prebivalcev, s čimer je postalo eno največjih mest v Nemški zvezi.
Kot glavno mesto Kraljevine Saške je Dresden leta 1871 postal del novoustanovljenega Nemškega cesarstva. V naslednjih letih je mesto postalo glavno gospodarsko središče, vključno s proizvodnjo avtomobilov, predelavo hrane, bančništvom in proizvodnjo medicinske opreme. V začetku 20. stoletja je bil Dresden še posebej znan po svojih kamerah in tovarnah cigaret. Med prvo svetovno vojno mesto ni utrpelo vojne škode, izgubilo pa je veliko prebivalcev. Med letoma 1918 in 1934 je bil Dresden glavno mesto prve Svobodne države Saške ter kulturno in gospodarsko središče Weimarske republike. Mesto je bilo do leta 1933 tudi središče evropske moderne umetnosti.

#### Vojaška zgodovina
Med ustanovitvijo Nemškega cesarstva leta 1871 je bil zgrajen velik vojaški objekt, imenovan Albertstadt. Na začetku prve svetovne vojne je imel kapaciteto do 20.000 vojaških oseb. Garnizija je bila med letoma 1918 in 1934 le omejeno uporabljena, nato pa je bila ponovno aktivirana v pripravah na drugo svetovno vojno.
Njegovo uporabnost so omejili napadi 13.–15. februarja in 17. aprila 1945, od katerih je prvi uničil velika območja mesta. Vendar garnizija sama ni bila posebej tarča. Vojaki so bili razporejeni šele marca 1945 v garnizon Albertstadt.
Garnizija Albertstadt je po vojni postala poveljstvo sovjetske 1. gardne tankovske armade v skupini sovjetskih sil v Nemčiji. Razen šole za častnike nemške vojske (Offizierschule des Heeres) v Dresdnu od združitve vojske ob ponovni združitvi Nemčije in umika sovjetskih sil leta 1992 ni bilo več vojaških enot v Dresdnu. Danes Bundeswehr upravlja Muzej vojaške zgodovine Zvezna republika Nemčija v nekdanji garniziji Albertstadt.

### Nacistična doba, druga svetovna vojna
Leta 1933 sta bila v mestu organizirana dva sežiga knjig, enega je organizirala SA na Wettiner Platzu, drugega pa nemška študentska zveza pri Bismarckovem stebru na Räcknitzhöhe.
Med nacističnim obdobjem od 1933 do 1945 se je judovska skupnost v Dresdnu zmanjšala z več kot 6000 (7100 ljudi je bilo preganjanih kot Judov) na 41, večinoma zaradi izseljevanja, pozneje pa tudi deportacij in umorov. Eden od preživelih je bil Victor Klemperer s svojo ženo nežidinjo, ki je verjel, da jim je bombardiranje rešilo življenje.
Semperjeva sinagoga je bila uničena leta 1938 na Kristalno noč.
Med nemško invazijo na Poljsko na začetku druge svetovne vojne, septembra 1939, je Gestapo izvedel množične aretacije lokalnih poljskih aktivistov. Tarče so bili tudi drugi nejudje in nacisti so na sodišču Münchner Platz v Dresdnu usmrtili več kot 1300 ljudi, vključno z delavskimi voditelji, nezaželenimi osebami, odporniškimi borci in vsemi, ki so jih ujeli pri poslušanju tujih radijskih oddaj. Bombardiranje je ustavilo zapornike, ki so bili zaposleni s kopanjem velike luknje, v katero naj bi odvrgli dodatnih 4000 zapornikov.
Med vojno je bilo v Dresdnu več podtaborišč za prisilno delo taborišča za vojne ujetnike Stalag IV-A za zavezniške ujetnike in sedem podtaborišč koncentracijskega taborišča Flossenbürg, v kateri je bilo zaprtih okoli 3600 moških, žensk in otrok, večinoma Poljaki, Judje in Rusi. Aprila 1945 je bila večina preživelih zapornikov poslana na smrtne pohode na različne destinacije na Saškem in pod nemško okupacijo Češkoslovaške, medtem ko je bilo nekaj žensk verjetno umorjenih, nekaterim pa je uspelo pobegniti.
Dresden je bil v 20. stoletju glavno komunikacijsko središče in proizvodno središče s 127 tovarnami in večjimi delavnicami, nemška vojska pa ga je označila za obrambno oporišče, s katerim naj bi ovirala napredovanje Sovjetske zveze. Ker je bil Dresden glavno mesto nemške dežele Saške, ni imel samo garnizij, ampak celotno vojaško okrožje, Albertstadt. Ta vojaški kompleks, imenovan po saškem kralju Albertu, ni bil posebej tarča bombardiranja Dresdna, čeprav je bil znotraj pričakovanega območja uničenja in je bil močno poškodovan.
V zadnjih mesecih druge svetovne vojne je bilo v Dresdnu okoli 600.000 beguncev s skupno 1,2 milijona prebivalcev. Dresden je bil med letoma 1944 in 1945 napaden sedemkrat, po nemški kapitulaciji pa ga je zasedla Rdeča armada.
Bombardiranje Dresdna med 13. in 15. februarjem 1945 s strani kraljevih zračnih sil (RAF) in zračnih sil ameriške vojske (USAAF) je bilo sporno. V noči s 13. na 14. februar 1945 je 773 bombnikov RAF Lancaster odvrglo 1181,6 ton zažigalnih bomb in 1477,7 ton visokoeksplozivnih bomb, ki so ciljale na železniško postajo v središču mesta. Notranje mesto Dresdna je bilo v veliki meri uničeno. Visoko eksplozivne bombe so poškodovale stavbe in razkrile njihove lesene konstrukcije, medtem ko so jih vžigalne naprave vžgale in preprečile njihovo uporabo nemškim vojakom in beguncem, ki so se umikali. Široko citirana nacistična propagandna poročila so trdila o 200.000 smrtnih žrtvah, vendar je nemška Dresdenska zgodovinarska komisija ugotovila, 13 uglednih nemških zgodovinarjev je v uradnem poročilu iz leta 2010, objavljenem po petih letih raziskav, ugotovilo, da je bilo žrtev med 22.500 in 25.000. Zavezniki so operacijo opisali kot legitimno bombardiranje vojaškega in industrijskega cilja. Več raziskovalcev je trdilo, da so bili februarski napadi nesorazmerni. Zaradi neustreznih nacističnih zračnih napadov na begunce so umrle predvsem ženske in otroci.
Roman ameriškega pisatelja Kurta Vonneguta Slaughterhouse Five je ohlapno zasnovan na njegovih neposrednih izkušnjah z napadom kot vojnega ujetnika. V spomin na žrtve se obletnice bombardiranja Dresdna zaznamujejo z mirovnimi demonstracijami, pobožnostmi in pohodi.
Uničenje Dresdna je Hildebrandu Gurlittu, glavnemu direktorju nacističnega muzeja in trgovcu z umetninami, omogočilo, da je skril veliko zbirko umetnin, vrednih več deset milijonov dolarjev, ki so bila ukradena v času nacizma, saj je trdil, da je bila uničena skupaj z njegovo hišo ki je bila v Dresdnu.
- Dresden leta 1521
- Zwinger, 1719, poroka Avgusta III. Poljskega in Marije Jožefe Avstrijske
- Napoleon prečka Labo, Józef Brodowski (1895)
- Podoba Dresdna v 1890-ih, pred obsežnim uničenjem v drugi svetovni vojni. Znamenitosti so Dresdenska Frauenkirche, Avgustov most in Hofkirche
- Ruševine Dresdna leta 1945. Obrnjena proti jugu s stolpa mestne hiše (Rathaus)
- Kip reformatorja Martina Luthra v ruševinah po drugi svetovni vojni

### Po vojni
Po služenju vojaškega roka se je nemški tiskovni fotograf in fotoreporter Richard Peter vrnil v Dresden in začel dokumentirati porušeno mesto. Med njegovimi najbolj znanimi deli je Blick auf Dresden vom Rathausturm (Pogled na Dresden s stolpa Rathaus). Postala je ena najbolj znanih fotografij uničene povojne Nemčije, potem ko se je leta 1949 pojavila v njegovi knjigi Dresden, eine Kamera klagt an (Dresden, fotografska obtožba, ISBN 3-930195-03-8).
Ko so v ruševinah Dresdenske umetniške akademije našli okostje, ki so ga prej uporabljali kot model za risanje umetniških tečajev, ga je fotograf Edmund Kesting s pomočjo Petra postavil na več različnih lokacij, da bi ustvaril vrsto osupljivih fotografskih podob, vtis, da Smrt tava po mestu in išče mrtve. Kesting jih je pozneje objavil v knjigi Dresdner Totentanz (Dresdenski smrtni ples).
Škoda zaradi zavezniških zračnih napadov je bila tako obsežna, da so po koncu druge svetovne vojne zgradili sistem ozkotirne lahke železnice, da bi odstranili ruševine, čeprav je bila provizorična in je pogosto prihajalo do iztirjenj. Ta železniški sistem, ki je imel sedem prog, je zaposloval 5000 osebja in 40 lokomotiv, ki so vse nosile ženska imena. Zadnji vlak je ostal v prometu do leta 1958, čeprav je bila zadnja uradna ekipa za čiščenje ruševin razpuščena šele leta 1977.
Namesto da bi jih popravile, so oblasti Nemške demokratične republike v 1950-ih in 1960-ih zravnale ruševine številnih cerkva, kraljevih stavb in palač, kot so gotska Sophienkirche, Alberttheater in Wackerbarth-Palais, pa tudi številne zgodovinske stanovanjske stavbe. Okolica nekdaj živahne Prager Straße je bila pred prenovo v socialističnem slogu v začetku 1960-ih podobna puščavi.
Kljub temu je bila večina zgodovinskih stavb rešenih ali rekonstruiranih. Med njimi so bile Ständehaus (1946), Augustusbrücke (1949), Kreuzkirche (do 1955), Zwinger (do 1963), Katoliška dvorna cerkev (do 1965), Semperoper (do 1985), Japonska palača (do 1987) in dve največji železniški postaji. Nekatera dela so se vlekla desetletja in so jih pogosto prekinile splošne gospodarske razmere v NDR. Ruševine Frauenkirche so smele ostati na Neumarktu kot spomin na vojno.
Medtem ko sta bila gledališče in Schloßplatz leta 1990 obnovljena v skladu z zgodovinskim modelom, je Neumarkt ostal popolnoma nerazvit. Po drugi strani pa so na Altmarktu nastajale stavbe socialističnega klasicizma ter prostorske zasnove in orientacije po socialističnih idealih (npr. Kulturpalast).
Od leta 1955 do 1958 je bil vrnjen velik del umetniških zakladov, ki jih je izropala Sovjetska zveza, kar je pomenilo, da so od leta 1960 številne državne umetniške zbirke lahko odprli v rekonstruiranih prostorih ali na vmesnih razstavah. Pomembni orkestri, kot je Staatskapelle, so nastopali na alternativnih prizoriščih (na primer v Kulturpalast od leta 1969). Nekatere kulturne ustanove so bile izseljene iz središča mesta (na primer državna knjižnica v Albertstadtu). Zunanjemu Neustadtu, ki je bil med vojno skoraj nepoškodovan, je v 1980-ih po letih zanemarjanja grozilo rušenje, vendar so ga ohranili po javnih protestih.
Za nastanitev brezdomcev so na predhodno nezazidanih zemljiščih v Prohlisu in Gorbitzu zgradili velika montažna stanovanjska naselja. Poškodovana stanovanja v Johannstadtu in drugih območjih v središču mesta so bila porušena in nadomeščena z velikimi stanovanjskimi bloki. Vile v Blasewitzu, Striesenu, Kleinzschachwitzu, Loschwitzu in na Weißen Hirsch so bile večinoma ohranjene.
Dresden je postal glavno industrijsko središče Vzhodne Nemčije z veliko raziskovalne infrastrukture. Med letoma 1952 in 1990 je bilo središče okrožja Bezirk Dresden. Številne pomembne mestne zgodovinske stavbe so bile rekonstruirane, vključno z Semperjevo operno hišo in palačo Zwinger, čeprav so se mestni voditelji odločili za obnovo velikih predelov mesta v »socialističnega modernega« sloga, deloma zaradi ekonomskih razlogov, pa tudi zaradi odcepitve od preteklosti mesta kot kraljeve prestolnice Saške in trdnjave nemškega meščanstva.
Do konca hladne vojne sta bili v Dresdnu in okolici stacionirani 1. gardna tankovska armada sovjetske vojske in 7. tankovska divizija Narodne ljudske armade. Po ponovni združitvi leta 1989 so bile sovjetske / ruske enote umaknjene iz Nemčije v zgodnjih 1990-ih, NVA je bila razpuščena v skladu z določbami pogodbe dva plus štiri iz leta 1990.
Od leta 1985 do 1990 je bil bodoči ruski predsednik Vladimir Putin nameščen v Dresdnu s strani KGB, kjer je delal za Lazarja Matvejeva, tamkajšnjega višjega častnika za zvezo KGB. 3. oktobra 1989 (tako imenovana »bitka za Dresden«) je skozi Dresden peljal konvoj vlakov z vzhodnonemškimi begunci iz Prage na poti v Zvezno republiko Nemčijo. Lokalni aktivisti in prebivalci so se pridružili naraščajočemu gibanju državljanske nepokorščine, ki se je širilo po Nemški demokratični republiki, tako da so organizirali demonstracije in zahtevali odstavitev komunistične vlade.

### Po združitvi
Dresden je od ponovne združitve Nemčije v zgodnjih 1990-ih doživel dramatične spremembe. Mesto še vedno nosi veliko ran od bombnih napadov leta 1945, vendar je bilo v zadnjih desetletjih deležno pomembne obnove. Obnova luteranske cerkve Dresdenske Frauenkirche se je začela leta 1994 in je bila končana leta 2005, leto pred 800. obletnico Dresdna; to je bilo storjeno s pomočjo zasebno zbranih sredstev. Zlati križ na vrhu cerkve so uradno financirali »britanski ljudje in hiša Windsor«. Proces urbane prenove, ki vključuje rekonstrukcijo območja okoli trga Neumarkt, na katerem stoji cerkev Frauenkirche, se bo nadaljeval še več desetletij, vendar je zanimanje javnosti in vlade še vedno veliko in potekajo številni veliki projekti – tako zgodovinske rekonstrukcije kot sodobni načrti—ki bodo nadaljevali nedavno arhitekturno renesanso mesta.
Dresden ostaja pomembno kulturno središče zgodovinskega spomina zaradi uničenja mesta v drugi svetovni vojni. Vsako leto 13. februarja, na obletnico britanskega in ameriškega požarno-bombnega napada, ki je uničil večino mesta, se zbere več deset tisoč demonstrantov, da bi obeležili dogodek. Od ponovne združitve je slovesnost dobila bolj nevtralen in pacifističen ton (potem ko je bila med hladno vojno bolj politično uporabljena). Od leta 1999 so desničarske neonacistične skupine belih nacionalistov organizirale demonstracije v Dresdnu, ki so bile med največjimi v povojni zgodovini Nemčije. Vsako leto okoli obletnice uničenja mesta se ljudje zberejo v spomin na tiste, ki so umrli v požarnem bombardiranju.
Dokončanje rekonstruirane dresdenske Frauenkirche leta 2005 je pomenilo prvi korak pri obnovi območja Neumarkt. Območja okoli trga so bila razdeljena na osem "četrt", pri čemer je bila vsaka obnovljena kot ločen projekt, večina stavb pa bo obnovljena bodisi v prvotno strukturo ali vsaj s fasado, podobno izvirniku. Četrti I, II, IV, V, VI in VIII so bile dokončane, četrt III in četrt VII pa sta v letu 2020 delno še v izgradnji.
Leta 2002 je hudourniško deževje povzročilo, da je Laba poplavila 9 metrov nad svojo običajno višino, tj. celo več od stare rekordne višine iz leta 1845, kar je poškodovalo številne znamenitosti. Uničenje zaradi te tisočletne poplave zaradi hitrosti obnove ni več vidno.
Kulturna organizacija Združenih narodov UNESCO je leta 2004 dresdensko dolino Labe razglasila za svetovno dediščino. Potem ko je bilo mesto leta 2006 uvrščeno na seznam ogroženih območij svetovne dediščine, je junija 2009 ta naziv izgubilo zaradi gradnje Waldschlößchenbrücke, zaradi česar je bilo šele drugo območje svetovne dediščine, ki je bilo odstranjeno iz registra. UNESCO je leta 2006 izjavil, da bo most uničil kulturno krajino. Pravne poteze mestnega sveta, ki naj bi preprečile gradnjo mostu, so bile neuspešne.
Čeprav Dresden pogosto imenujejo baročno mesto, na njegovo arhitekturo vpliva več kot en slog. Druga pomembna obdobja so renesansa in historicizem, pa tudi sodobni slogi modernizma in postmodernizma.
Dresden ima približno 13.000 kulturnih spomenikov in osem okrožij, ki so pod splošnim nadzorom.

## Geografija

### Lega
Dresden leži na obeh bregovih Labe, večinoma v Dresdenski kotlini, z nadaljnjimi deli vzhodnega Rudnega gorovja na jugu, strmim pobočjem lužiške granitne skorje na severu in gorovjem Elbe Sandstone na vzhodu na nadmorski višini približno 113 metrov. Triebenberg je najvišja točka v Dresdnu s 384 metri.
S prijetno lego in milim podnebjem ob Labi ter baročno arhitekturo in številnimi svetovno priznanimi muzeji in umetniškimi zbirkami so Dresden poimenovali Elbflorenz (Firence ob Labi). Z vključitvijo sosednjih podeželskih skupnosti v zadnjih 60 letih je Dresden postal četrto največje mestno okrožje po površini v Nemčiji za Berlinom, Hamburgom in Kölnom.
Najbližja nemška mesta so Chemnitz 62 kilometrov na jugozahodu, Leipzig 100 kilometrov na severozahodu in Berlin 165 kilometrov na severu. Praga (Češka) je približno 150 kilometrov na jug in Vroclav (Poljska) 200 kilometrov na vzhodu.

### Narava
Dresden je eno najbolj zelenih mest v vsej Evropi, saj je 62 % mesta zelenih površin in gozdov. Dresdner Heide na severu je gozd velik 50 km². Obstajajo štirje naravni rezervati. Dodatna posebna ohranitvena območja pokrivajo 18 km². Zaščiteni vrtovi, parki in stara pokopališča gostijo 110 naravnih spomenikov v mestu. Dresdenska dolina Labe je nekdanja svetovna dediščina, ki se osredotoča na ohranjanje kulturne krajine v Dresdnu. Pomemben del te pokrajine so travniki Labe, ki prečkajo mesto v 20-kilometrskem pasu. Saška Švica je jugovzhodno od mesta.

### Podnebje
Tako kot večina vzhodne Nemčije ima Dresden oceansko podnebje (Köppnova podnebna klasifikacija Cfb), s precejšnjimi celinskimi vplivi zaradi svoje lege v notranjosti. Poletja so topla, s povprečno 19,0 °C v juliju. Zime so nekoliko hladnejše od nemškega povprečja, s povprečno januarsko temperaturo 0,1 °C. Najbolj suhi meseci so februar, marec in april, s padavinami okoli 40 mm. Najbolj namočena meseca sta julij in avgust, z več kot 80 mm na mesec.
Mikroklima v dolini Labe se razlikuje od tiste na pobočjih in v višjih predelih, kjer je v dresdenskem okrožju Klotzsche na 227 metrih nadmorske višine nameščena dresdenska vremenska postaja. Vreme v Klotzscheju je 1 do 3 °C hladnejše kot v mestnem središču na 112 metrih nadmorske višine.

### Zaščita pred poplavami
Zaradi lege na bregovih Labe, v katero se stekajo nekateri vodni viri iz Rudnega gorovja, je pomembna zaščita pred poplavami. Velika območja so brez stavb, da se zagotovi poplavna ravnica. Dva dodatna jarka, široka približno 50 metrov, sta bila zgrajena, da bi ohranili ožje mesto brez vode iz Labe, tako da bi vodo razpršili navzdol skozi sotesko v ožjem delu mesta. Sistemi za regulacijo poplav, kot so zadrževalni bazeni in vodni zbiralniki, so skoraj vsi zunaj mestnega območja.
Weißeritz, običajno precej majhna reka, se je med evropskimi poplavami leta 2002 nenadoma izlila neposredno v glavno postajo v Dresdnu. To je bilo predvsem zato, ker se je reka vrnila na svojo prejšnjo pot; preusmerili so jo, da je železnica lahko potekala po strugi.
Veliko lokacij in območij je treba med poplavami zaščititi z zidovi. Številna okrožja postanejo preplavljena, če se Laba razlije čez nekaj nekdanjih poplavnih ravnic.
- Poplave leta 2002
- Semperoper med poplavami leta 2005
- Poplava Labe aprila 2006
- Obzorje Dresdna leta 2006
- Dresden pod vodo junija 2013

## Mestna pokrajina

### Arhitektura
Čeprav Dresden pogosto imenujejo baročno mesto, na njegovo arhitekturo vpliva več kot en slog. Druga pomembna obdobja so renesansa in historicizem, pa tudi sodobni slogi modernizma in postmodernizma.
Dresden ima približno 13.000 kulturnih spomenikov in osem okrožij, ki so pod splošnim nadzorom.

### Kraljevsko gospodinjstvo
Dresdenski grad je bil sedež kraljevega gospodinjstva od leta 1485. Krila stavbe so bila večkrat prenovljena, nadzidana in restavrirana. Zaradi te slogovne integracije je grad sestavljen iz elementov renesanse, baroka in klasicističnega sloga.
Čez cesto je palača Zwinger. Zgrajena je bila na stari trdnjavi mesta in je bila spremenjena v središče kraljevih umetniških zbirk in prostor za prirejanje festivalov. Njena vrata ob jarku so obdana z zlato krono.
Druge kraljeve stavbe in ansambli:
- Brühlova terasa je bila darilo Heinrichu, grofu von Brühlu, in je postala skupek stavb nad reko Labo.
- Dresdenska dolina Labe z gradom Pillnitz in drugimi gradovi

### Sakralne stavbe
Hofkirche je bila cerkev kraljeve družine. Avgust Močni, ki je želel postati poljski kralj, se je spreobrnil v katoliško vero, saj so morali biti poljski kralji katoličani. Takrat je bil Dresden strogo protestantski. Avgust Močni je ukazal zgraditi Hofkirche, rimskokatoliško stolnico, da bi postavili znamenje rimskokatoliškega verskega pomena v Dresdnu. Cerkev je od leta 1980 stolnica Sanctissimae Trinitatis. V cerkvi je kripta dinastije Wettin. V stolnici je pokopan poljski kralj Avgust III., kot eden redkih poljskih kraljev, ki so pokopani zunaj Vavelske stolnice v Krakovu.
V nasprotju s Hofkirche so luteransko Frauenkirche, ki stoji na Neumarktu, skoraj sočasno zgradili državljani Dresdna. Zgodovinska mestna cerkev Kreuzkirche je bila ponovno posvečena leta 1388.
V Dresdnu so tudi druge cerkve, kot je ruska pravoslavna cerkev sv. Simeona Čudovite gore v okrožju Südvorstadt.

### Historicizem
Historicistične stavbe so bile v mestni pokrajini opazne vse do 1920-ih.
Pomembni primeri neorenesančne arhitekture v Dresdnu so Albertinum, ki je na Brühlovi terasi, ter saško državno kanclerstvo in saško državno ministrstvo za finance, ki sta na severnem bregu reke Labe. Ehrlichsche Gestiftskirche, zgrajena leta 1907, je bila historicistična cerkvena stavba, ki je bila porušena avgusta 1951.
Vila Rosa je bila zgrajena leta 1839 in je veljala za eno najpomembnejših vil v Dresdnu zaradi svoje renesančne arhitekture.
Yenidze je stavba nekdanje tovarne cigaret, zgrajena v slogu mošeje med letoma 1907 in 1909.
Najnovejše historicistične stavbe v Dresdnu izvirajo iz kratkega obdobja stalinistične arhitekture v 1950-ih, npr. na Altmarktu.

### Modernizem
Vrtno mesto Hellerau, takrat predmestje Dresdna, je bilo ustanovljeno leta 1909. Bilo je prvo vrtno mesto v Nemčiji. Leta 1911 je Heinrich Tessenow zgradil Hellerau Festspielhaus (festivalsko gledališče). Do izbruha prve svetovne vojne je bil Hellerau središče evropskega modernizma z mednarodnim ugledom. Leta 1950 je bil Hellerau vključen v mesto Dresden. Danes je arhitektura reforme Hellerau priznana kot zgledna. V 1990-ih je vrtno mesto Hellerau postalo zaščiteno območje.
Nemški higienski muzej (zgrajen 1928–1930) je vzorčen primer moderne arhitekture v Dresdnu v obdobju med vojnama. Stavba je zasnovana v impresivno monumentalnem slogu, vendar uporablja preproste fasade in preproste strukture.
Pomembni modernistični stavbi, zgrajeni med letoma 1945 in 1990, sta Centrum-Warenhaus (velika veleblagovnica), ki predstavlja mednarodni slog, in večnamenska dvorana Kulturpalast.

### Sodobna arhitektura
Po letu 1990 in združitvi Nemčije so se pojavili novi slogi. Pomembne sodobne stavbe vključujejo novo sinagogo, postmoderno stavbo z malo okni, Transparent Factory, saški državni parlament in novo teraso, kino UFA-Kristallpalast Coopa Himmelba(l)aua (ena največjih stavb dekonstruktivizma v Nemčiji) in Saška državna knjižnica.
Daniel Libeskind in Norman Foster sta spremenila obstoječe stavbe. Foster je glavno železniško postajo prekril s prosojno sintetiko, prevlečeno s teflonom. Libeskind je spremenil celotno strukturo Muzeja vojaške zgodovine Bundeswehra tako, da je zabil zgodovinsko stavbo arzenala. Po mnenju Libeskindovega studia naj bi »odprtost in preglednost fasade v nasprotju z motnostjo in togostjo obstoječe zgradbe«.

### Mostovi
Pomembna mostova, ki prečkata reko Labo, sta most Blaues Wunder in Augustov most.

### Kipi
Zlati konjeniški kip Avgusta Močnega, Goldener Reiter (Zlati jezdecr) Jean-Josepha Vinacheja, je na trgu Neustädter Markt. Prikazuje Avgusta na začetku Hauptstraße (Glavne ulice) na poti v Varšavo, kjer je bil poljski kralj v personalni uniji. Drugi kip je spomenik Martinu Luthru pred Frauenkirche.

## Znamenitosti
- Dresdenska Frauenkirche
- Palača Zwinger
- Semperoper
- Dresdenska nova mestna hiša
- Dresdenska akademija lepih umetnosti
- Kreuzkirche, Dresden
- Fürstenzug
- Münzgasse v Neumarktu
- Dresdenski grad
- Katoliška Hofkirche
- Yenidze ponoči
- Dresden-Neustadt
- grad Pillnitz
- German Hygiene Museum
- Muzej vojaške zgodovine Bundeswehra
- Most čez Labo v Loschwitzu
- Nymphenbad
- Großer Garten